# Mine de McClean Lake
L'usine de traitement du minerai de McClean Lake est située à 70 km au nord-ouest de la mine de Cigar Lake, dans le bassin sédimentaire d'Athabasca, à environ 700 km au nord de la ville de Saskatoon, dans la province de Saskatchewan au Canada.
Elle appartient à la multinationale française Orano (77.5 %) et à la société canadienne Denison Mines (22.5 %).
En mars 2014, l'usine de concentration d'uranium d'Orano Mining commence à traiter le minerai uranifère en provenance de la mine de Cigar Lake.